# Грб Италије
Грб Италије је званични хералдички симбол Италијанске Републике. Грб има облик амблема и у званичној је употреби од 5. маја 1948. године.

## Опис
Грб чине петокрака звезда - бела са танком црвеном ивицом, која се налази преко зупчаника, између маслинове гранчице на левој и храстове гранчице на десној страни. Окружује их на доњој страни црвена трака са натписом Италијанска република. 
- Звезда је древни симбол персонификације Италије, и била је симбол Краљевине Италије од 1890. године.
- Челични зупчаник односи се на први члан италијанског устава, који каже да је Италија демократска република заснована на раду.
- Маслинова гранчица је симбол жеље за миром, спољашњим и унутрашњим.
- Храстова гранчица представља снагу и достојанство италијанског народа.

## Историја
Грб је настао после пада монархије у Италији, као потреба нове републике. После два конкурса, изабран је овај нацрт, пошто је претходни јавно мњење одбацило због задржавања одређених монархистичких елемената.